# Verde de metilo
El verde de metilo es un compuesto químico que tiene dos usos principales: como indicador ácido-base y como tinte en biología. 

## Descripción y usos
Es un polvo de aspecto verdoso que es soluble en agua.
Como suele impurificarse con violeta de metilo (Violeta de Genciana o violeta cristal) se puede purificar por disolución con cloroformo, donde permanece disuelto en cloroformo el violeta pero no el verde de metilo. Sus propiedades espectrales permiten su utilización como marcador fluorescente de ADN, emitiendo, al unirse al mismo, en rojo lejano.